# Rade Zagorac
Rade Zagorac (in serbo Раде Загорац?; Belgrado, 12 agosto 1995) è un cestista serbo.

## Carriera
È stato selezionato dai Boston Celtics al secondo giro del Draft NBA 2016 (35ª scelta assoluta).

## Statistiche

### Eurocup
| Anno      | Squadra  | PG | PT | MP   | TC%  | 3P%  | TL%  | RP  | AP  | PRP | SP  | PP  |
| --------- | -------- | -- | -- | ---- | ---- | ---- | ---- | --- | --- | --- | --- | --- |
| 2018-2019 | Partizan | 11 | 3  | 21,4 | 45,9 | 27,8 | 78,3 | 3,7 | 2,2 | 1,5 | 0,3 | 9,6 |
| 2019-2020 | Partizan | 14 | 14 | 24,2 | 40,2 | 24,5 | 66,7 | 4,3 | 1,5 | 1,4 | 0,1 | 8,9 |
| 2020-2021 | Partizan | 14 | 8  | 19,8 | 43,6 | 24,3 | 63,6 | 3,4 | 1,1 | 0,4 | 0,3 | 6,0 |
| 2021-2022 | Partizan | 14 | 7  | 14,8 | 37,5 | 33,3 | 75,0 | 2,9 | 1,2 | 0,2 | 0,1 | 3,3 |
| Carriera  | Carriera | 53 | 32 | 20,0 | 42,2 | 26,1 | 71,4 | 3,6 | 1,5 | 0,8 | 0,2 | 6,8 |

## Palmarès
- Coppa di Serbia: 3

Mega Leks Belgrado: 2016
Partizan Belgrado: 2019, 2020
- Supercoppa ABA Liga: 1

Partizan Belgrado: 2019